# In My Time of Dying
In My Time of Dying chiamata anche Jesus Make Up My Dying Bed è traditional gospel registrato da molti artisti, tra cui Bob Dylan e i Led Zeppelin.

## Origini
Il testo Jesus goin' a-make up my dyin' bed appare nel libro sugli artisti della Louisiana Mellows – A Chronicle of Unknown Singers edito nel 1925 dallo storico Robert Emmet Kennedy
Le registrazione conosciuta più vecchia è del 1926 del Reverendo J. C. Burnett ma non fu mai pubblicata. Blind Willie Johnson, la ascoltò e decise di registrarla, fu pubblicata come suo primo singolo nel 1928 con il titolo Jesus Make Up My Dying Bed.
Successive registrazioni con testi leggermente diversi furono quelle di Charlie Patton nel 1929 e Josh White nel 1933.

## Versione di Bob Dylan
Ma il brano divenne famoso solo negli anni 60 quando fu incluso da Bob Dylan nel suo omonimo album d'esordio. Il brano che si rifaceva alla versione di Josh White, fu intitolato in maniera diversa: In My Time of Dyin'. Gli Shocking Blue ne fecero poi una cover.
Altra versione degna di nota è quella di John Sebastian del 1971 che intitolata Well, Well, Well, apriva l'album The Four of Us.

## Versione dei Led Zeppelin
I Led Zeppelin ne registrarono una versione lunga più di 11 minuti e la inclusero nel loro sesto album Physical Graffiti, fu il brano più lungo di sempre registrato in studio dal gruppo.
Per eseguirla Page usò la tecnica della slide, su un differente tipo di accordatura rispetto all'accordatura abituale della chitarra. In questa canzone una melodia lenta, cantato a bassa voce da Robert Plant, si velocizza e si intensifica sempre di più fino a esplodere in un ritmo energico. Alla fine della canzone invece il suono prodotto dalla slide si dissolve lentamente, mentre la voce di Robert Plant si spegne.